# Mas les Serres
|  | Per a altres significats, vegeu «les Serres (Navès)». |

les Serres és una masia aïllada als afores i a llevant de la vila de Sant Hilari Sacalm (la Selva).

## Arquitectura
L'edifici, de planta baixa, pis i golfes, està cobert per una teulada a doble vessant desaiguada als laterals.
A la façana principal, a la planta baixa hi ha la porta d'entrada principal, en arc rebaixat format per dovelles i carreus als brancals. A dreta i esquerra, hi ha dues finestres amb llinda monolítica. Al costat de la finestra dreta hi ha una petita obertura quadrangular.
Al pis, tres finestres quadrangulars amb llinda monolítica, i brancals i ampit de pedra, situades al mateix eix d'obertura de la planta baixa. A l'extrem esquerre, una finestra petita quadrangular.
A les golfes hi ha dues finestres rectangulars sota el carener, i una finestra quadrangular al costat de la finestra de l'esquerra.
La capella, construïda en sentit paral·lel de la façana principal de la masia, està dedicada a Sant Josep, té planta rectangular, és d'una sola nau, i està coberta per una teulada a doble vessant, desaiguada als laterals. La porta d'entrada té llinda monolítica (amb la data 1776) i brancals de carreus de pedra. A sobre hi ha un ull de bou. Els murs són de maçoneria i estan arrebossats. A la façana principal hi ha un rellotge de sol.

## Història
El mas ja apareix esmentat en la dotació de l'església el 1199 i en el fogatge del 1553. La casa fou reformada el segle xviii tal com es dedueix de la data parcial, 174?, en una de les llindes i també el 1946 data inscrita en una pedra sobre la porta d'entrada.
La capella és del segle xviii, es donà el permís per construir-la el 19 d'octubre del 1776.